# Uranus (roman)
Pour les articles homonymes, voir Uranus.
Uranus est un roman de Marcel Aymé paru en 1948.

## Genèse de l'œuvre
C'est le troisième volet d'une saga qui couvre les périodes de l'avant-guerre, la guerre et l'après-guerre. Le premier est Travelingue (1941) dont l'action se déroule à l’époque du Front populaire, le deuxième s'appelle Le Chemin des écoliers (1946) et évoque la période de l'Occupation. Uranus, en 1948, s'intéresse à la France de l'après-guerre et, principalement, à l'épuration.

## Résumé
Uranus décrit les règlements de compte qui ont suivi la libération de la France, et les petits arrangements avec les consciences des citoyens de tous bords politiques. Le véritable héros de l'histoire, qui est également victime, est Léopold, cafetier qui s'est découvert une passion pour Jean Racine et notamment pour Andromaque. Comme l'école a été bombardée, Monsieur Didier, le professeur de français, donne ses cours dans le café. Léopold suit avec ravissement, souffle aux élèves à l'occasion et compose lui-même des alexandrins dont voici un exemple :
Passez-moi Astyanax, on va filer en douce - Attendons pas d'avoir les poulets à nos trousses.
Le titre du roman vient d'une anecdote racontée par le professeur Watrin à Archambaud et Loin, venus lui demander sa « recette du bonheur ». Il y raconte un bombardement qui tua sa femme un soir d'août 1944 où il lisait un ouvrage d'astronomie, au moment où il était en train d'étudier la planète Uranus. Ainsi, il explique dans cette scène que la planète Uranus se rappelle à son souvenir tous les jours à l'heure du bombardement. Afin de ne pas sombrer dans le désespoir et le néant caractérisés par la planète Uranus, Watrin a fait le choix de la vie et de la Terre. Ainsi, il est en perpétuel émerveillement devant les choses de la nature, et est également convaincu que tout est bon dans l'Homme.

## Adaptation
Le roman a fait l'objet d'une adaptation cinématographique : Uranus, par Claude Berri en 1990. Très fidèle au roman, cette adaptation reproduit textuellement les dialogues de Marcel Aymé.